# Pontificio Colegio Norteamericano
El Pontificio Colegio Norteamericano (en latín: Pontificium Collegium Civitatum Foederatarum Americae Septemtrionalis, en inglés: Pontifical North American College) es una institución educativa católica con sede en la ciudad de Roma, creado en 1859 con objeto de formar para el ministerio sacerdotal seminaristas procedentes de las diócesis de los Estados Unidos y de otros lugares. Ofrece también estudios de postgrado.
Concluida la Segunda Guerra Mundial, se trasladó a la Colina Vaticana. En los años sesenta, la marca Brunswick comenzó a exportar sus boleras a Europa. En 1961 le regalaron una al papa Juan XXIII, y él la donó al recién construido El colegio norteamericano. La instalación finalizó en 1964, y comenzó a funcionar en los inicios de 1965.

## Rectores
1. Gulielmus McCloskey (1860–1868)
2. Franciscus Chatard (1868–1878)
3. Ludovicus Hostelot (1878–1884)
4. Dionysius O'Connell (1885–1895)
5. Gulielmus O'Connell (1895–1901)
6. Thomas Kennedy (1901-1917)
7. Charles O'Hern (1917-1925)

## Alumnado
- Cardenal Francis Joseph Spellman (1889-1967), sexto arzobispo de Nueva York (1939-1967)  y vicario apostólico de las Fuerzas Armadas de los Estados Unidos.